# جيمس ماكراي
جيمس كلارك فولتون ماكراي (بالإنجليزية: James McCrae)‏ (2 سبتمبر 1894 - 3 سبتمبر 1974) لاعب ومدرب كرة قدم إسكتلندي راحل كان يجيد اللعب في خط الوسط.
لعب طوال مسيرته الرياضية في أندية كلايد (1912-1919) غرينادير غاردز (1914-1918) كلايد (؟؟؟؟) رينجرز (1916) وست هام يونايتد (1919-1920) بوري (1920-1923) ويغان بوروه (1923-1924) نيو برايتون (1924-1925) مانشستر يونايتد (1925-1926) واتفورد (1926-1927) ثيرد لانارك بالإعارة (1927) كلايد (1927-1928) .
تولى تدريب منتخب مصر (1934-1936) إسطنبول سبور (1941) فرام (1946-1948).
قاد تدريب منتخب مصر في بطولة كأس العالم 1934 في إيطاليا حيث خرج من الدور الثمن النهائي.

## وصلات خارجية
- جيمس ماكراي على موقع قاعدة بيانات كرة القدم.إي يو (الإنجليزية)
- جيمس ماكراي على موقع Soccerway.com (الإنجليزية)
- جيمس ماكراي على موقع عالم كرة القدم.نت (الإنجليزية)
- جيمس ماكراي على موقع أوليمبيديا (الإنجليزية)
- سيرة ذاتية